# Diradius uxpanapaensis
Diradius uxpanapaensis är en insektsart som först beskrevs av Mariño och Márquez 1982.  Diradius uxpanapaensis ingår i släktet Diradius och familjen Teratembiidae. Inga underarter finns listade i Catalogue of Life.